# Grand Prix Formule 1 van Bahrein 2012
De Grand Prix Formule 1 van Bahrein 2012 werd gehouden op 22 april 2012 op het Bahrain International Circuit. Het was de vierde race uit het kampioenschap.

## Wedstrijdverloop

### Achtergrond
Door de protesten in Bahrein, waardoor de race van 2011 werd afgelast, was het lange tijd onbekend of de race door zou gaan. Op 13 april maakte de FIA uiteindelijk bekend dat de race door zou gaan. Op 18 april waren enkele teamleden van Force India per ongeluk betrokken bij een incident waarbij hun auto bijna geraakt werd door een molotovcocktail. Een van de teamleden heeft hierop Bahrein verlaten. Force India nam, mede door dit incident, ook niet deel aan de tweede vrije training op vrijdag.

### Kwalificatie
Sebastian Vettel behaalde voor Red Bull Racing zijn eerste pole position van het seizoen. Lewis Hamilton behaalde voor McLaren een tweede startpositie, terwijl Mark Webber zich voor Red Bull op de derde plaats kwalificeerde. Jenson Button kwalificeerde zich voor McLaren als vierde. Nico Rosberg reed voor Mercedes naar de vijfde tijd, terwijl zijn teamgenoot Michael Schumacher in Q1 de boot miste en als achttiende aan de race mag beginnen. Schumacher wisselde na de kwalificatie zijn versnellingsbak, waardoor hij vijf plaatsen gridstraf krijgt. Daniel Ricciardo kwalificeerde zich voor Toro Rosso op de zesde plaats, zijn beste kwalificatie uit zijn carrière. Romain Grosjean kwalificeerde zich als zevende voor Lotus, terwijl zijn teamgenoot Kimi Räikkönen besloot om banden te sparen en als elfde te starten. Sergio Pérez kwalificeerde zich voor Sauber als achtste. Fernando Alonso en Paul di Resta zetten in Q3 voor respectievelijk Ferrari en Force India geen tijd neer en kwalificeerden zich als negende en tiende. Williams-coureur Pastor Maldonado kreeg vijf startplaatsen straf vanwege het wisselen van zijn versnellingsbak.

### Race
Sebastian Vettel won ook de race, het was voor Red Bull Racing zijn eerste overwinning van 2012 en zijn 22ste overwinning in totaal. Kimi Räikkönen werd tweede, zijn eerste podium sinds zijn terugkeer in de Formule 1 begin 2012 en de eerste voor Lotus sinds hun terugkeer. Zijn teamgenoot Romain Grosjean werd derde, wat zijn eerste podium aller tijden was in de Formule 1. De teamgenoot van Vettel, Mark Webber, eindigde als vierde. Nico Rosberg ging voor Mercedes naar de vijfde plaats. Paul di Resta scoorde voor Force India een knappe zesde plaats. De Ferrari's van Fernando Alonso en Felipe Massa eindigden respectievelijk zevende en negende. Lewis Hamilton eindigde als achtste na twee mislukte pitstops. Zijn teamgenoot Jenson Button viel twee ronden voor het einde uit door problemen met de uitlaat. Michael Schumacher behaalde voor Mercedes het laatste punt.

## Vrije trainingen
- Er wordt enkel de top 5 weergegeven.

| Vrije training 1 | Pos | No | Coureur            | Constructeur            | Tijd     |
| ---------------- | --- | -- | ------------------ | ----------------------- | -------- |
| Vrije training 1 | 1   | 4  | Lewis Hamilton     | McLaren-Mercedes        | 1:33.572 |
| Vrije training 1 | 2   | 1  | Sebastian Vettel   | Red Bull Racing-Renault | 1:33.877 |
| Vrije training 1 | 3   | 11 | Paul di Resta      | Force India-Mercedes    | 1:34.150 |
| Vrije training 1 | 4   | 8  | Nico Rosberg       | Mercedes                | 1:34.249 |
| Vrije training 1 | 5   | 3  | Jenson Button      | McLaren-Mercedes        | 1:34.277 |
| Vrije training 2 | Pos | No | Coureur            | Constructeur            | Tijd     |
| Vrije training 2 | 1   | 8  | Nico Rosberg       | Mercedes                | 1:32.816 |
| Vrije training 2 | 2   | 2  | Mark Webber        | Red Bull Racing-Renault | 1:33.262 |
| Vrije training 2 | 3   | 1  | Sebastian Vettel   | Red Bull Racing-Renault | 1:33.525 |
| Vrije training 2 | 4   | 4  | Lewis Hamilton     | McLaren-Mercedes        | 1:33.747 |
| Vrije training 2 | 5   | 7  | Michael Schumacher | Mercedes                | 1:33.862 |
| Vrije training 3 | Pos | No | Coureur            | Constructeur            | Tijd     |
| Vrije training 3 | 1   | 8  | Nico Rosberg       | Mercedes                | 1:33.254 |
| Vrije training 3 | 2   | 1  | Sebastian Vettel   | Red Bull Racing-Renault | 1:33.401 |
| Vrije training 3 | 3   | 2  | Mark Webber        | Red Bull Racing-Renault | 1:33.663 |
| Vrije training 3 | 4   | 4  | Lewis Hamilton     | McLaren-Mercedes        | 1:33.782 |
| Vrije training 3 | 5   | 7  | Michael Schumacher | Mercedes                | 1:33.796 |

Testcoureurs:

- Valtteri Bottas (Williams-Renault; P14)

## Kwalificatie
| Pos                 | No | Coureur            | Constructeur            | Q1       | Q2        | Q3        | Grid |
| ------------------- | -- | ------------------ | ----------------------- | -------- | --------- | --------- | ---- |
| 1                   | 1  | Sebastian Vettel   | Red Bull Racing-Renault | 1:34.308 | 1:33.527  | 1:32.422  | 1    |
| 2                   | 4  | Lewis Hamilton     | McLaren-Mercedes        | 1:34.813 | 1:33.209  | 1:32.520  | 2    |
| 3                   | 2  | Mark Webber        | Red Bull Racing-Renault | 1:34.015 | 1:33.311  | 1:32.637  | 3    |
| 4                   | 3  | Jenson Button      | McLaren-Mercedes        | 1:34.792 | 1:33.416  | 1:32.711  | 4    |
| 5                   | 8  | Nico Rosberg       | Mercedes                | 1:34.588 | 1:33.219  | 1:32.821  | 5    |
| 6                   | 16 | Daniel Ricciardo   | STR-Ferrari             | 1:33.988 | 1:33.556  | 1:32.912  | 6    |
| 7                   | 10 | Romain Grosjean    | Lotus-Renault           | 1:34.041 | 1:33.246  | 1:33.008  | 7    |
| 8                   | 15 | Sergio Pérez       | Sauber-Ferrari          | 1:33.814 | 1:33.660  | 1:33.394  | 8    |
| 9                   | 5  | Fernando Alonso    | Ferrari                 | 1:34.760 | 1:33.403  | geen tijd | 9    |
| 10                  | 11 | Paul di Resta      | Force India-Mercedes    | 1:34.624 | 1:33.510  | geen tijd | 10   |
| 11                  | 9  | Kimi Räikkönen     | Lotus-Renault           | 1:34.552 | 1:33.789  |           | 11   |
| 12                  | 14 | Kamui Kobayashi    | Sauber-Ferrari          | 1:34.131 | 1:33.806  |           | 12   |
| 13                  | 12 | Nico Hülkenberg    | Force India-Mercedes    | 1:34.601 | 1:33.807  |           | 13   |
| 14                  | 6  | Felipe Massa       | Ferrari                 | 1:34.372 | 1:33.912  |           | 14   |
| 15                  | 19 | Bruno Senna        | Williams-Renault        | 1:34.466 | 1:34.017  |           | 15   |
| 16                  | 20 | Heikki Kovalainen  | Caterham–Renault        | 1:34.852 | 1:36.132  |           | 16   |
| 17                  | 18 | Pastor Maldonado   | Williams-Renault        | 1:34.639 | geen tijd |           | 21   |
| 18                  | 7  | Michael Schumacher | Mercedes                | 1:34.865 |           |           | 22   |
| 19                  | 17 | Jean-Éric Vergne   | STR-Ferrari             | 1:35.014 |           |           | 17   |
| 20                  | 21 | Vitali Petrov      | Caterham–Renault        | 1:35.823 |           |           | 18   |
| 21                  | 25 | Charles Pic        | Marussia–Cosworth       | 1:37.683 |           |           | 19   |
| 22                  | 22 | Pedro de la Rosa   | HRT–Cosworth            | 1:37.883 |           |           | 20   |
| 23                  | 24 | Timo Glock         | Marussia–Cosworth       | 1:37.905 |           |           | 23   |
| 24                  | 23 | Narain Karthikeyan | HRT–Cosworth            | 1:38.314 |           |           | 24   |
| 107% tijd: 1:40.380 |    |                    |                         |          |           |           |      |

## Race
| Pos | No | Coureur            | Constructeur            | Rondes | Tijd/Oorzaak uitval | Grid | Punten |
| --- | -- | ------------------ | ----------------------- | ------ | ------------------- | ---- | ------ |
| 1   | 1  | Sebastian Vettel   | Red Bull Racing-Renault | 57     | 1:35:10.990         | 1    | 25     |
| 2   | 9  | Kimi Räikkönen     | Lotus-Renault           | 57     | +3.333              | 11   | 18     |
| 3   | 10 | Romain Grosjean    | Lotus-Renault           | 57     | +10.194             | 7    | 15     |
| 4   | 2  | Mark Webber        | Red Bull Racing-Renault | 57     | +38.788             | 3    | 12     |
| 5   | 8  | Nico Rosberg       | Mercedes                | 57     | +55.460             | 5    | 10     |
| 6   | 11 | Paul di Resta      | Force India-Mercedes    | 57     | +57.543             | 10   | 8      |
| 7   | 5  | Fernando Alonso    | Ferrari                 | 57     | +57.803             | 9    | 6      |
| 8   | 4  | Lewis Hamilton     | McLaren-Mercedes        | 57     | +58.984             | 2    | 4      |
| 9   | 6  | Felipe Massa       | Ferrari                 | 57     | +1:04.999           | 14   | 2      |
| 10  | 7  | Michael Schumacher | Mercedes                | 57     | +1:11.490           | 22   | 1      |
| 11  | 15 | Sergio Pérez       | Sauber-Ferrari          | 57     | +1:12.702           | 8    |        |
| 12  | 12 | Nico Hülkenberg    | Force India-Mercedes    | 57     | +1:16.539           | 13   |        |
| 13  | 14 | Kamui Kobayashi    | Sauber-Ferrari          | 57     | +1:30.334           | 12   |        |
| 14  | 17 | Jean-Éric Vergne   | STR-Ferrari             | 57     | +1:33.723           | 17   |        |
| 15  | 16 | Daniel Ricciardo   | STR-Ferrari             | 56     | +1 ronde            | 6    |        |
| 16  | 21 | Vitali Petrov      | Caterham-Renault        | 56     | +1 ronde            | 18   |        |
| 17  | 20 | Heikki Kovalainen  | Caterham-Renault        | 56     | +1 ronde            | 16   |        |
| 18  | 3  | Jenson Button      | McLaren-Mercedes        | 55     | Uitlaat             | 4    |        |
| 19  | 24 | Timo Glock         | Marussia-Cosworth       | 55     | +2 ronden           | 23   |        |
| 20  | 22 | Pedro de la Rosa   | HRT-Cosworth            | 55     | +2 ronden           | 20   |        |
| 21  | 23 | Narain Karthikeyan | HRT-Cosworth            | 55     | +2 ronden           | 24   |        |
| 22  | 19 | Bruno Senna        | Williams-Renault        | 54     | Vibratie            | 15   |        |
| DNF | 18 | Pastor Maldonado   | Williams-Renault        | 25     | Lekke band          | 21   |        |
| DNF | 25 | Charles Pic        | Marussia-Cosworth       | 24     | Motor               | 19   |        |

## Standen na de Grand Prix
- Er wordt enkel de top 5 weergegeven.

### Coureurs
| Positie | Nummer | Rijder           | Team                    | Punten |
| ------- | ------ | ---------------- | ----------------------- | ------ |
| 1       | 1      | Sebastian Vettel | Red Bull Racing-Renault | 53     |
| 2       | 4      | Lewis Hamilton   | McLaren-Mercedes        | 49     |
| 3       | 2      | Mark Webber      | Red Bull Racing-Renault | 48     |
| 4       | 3      | Jenson Button    | McLaren-Mercedes        | 43     |
| 5       | 5      | Fernando Alonso  | Ferrari                 | 43     |

### Constructeurs
| Positie | Nummers | Team                    | Rijders                         | Punten |
| ------- | ------- | ----------------------- | ------------------------------- | ------ |
| 1       | 1 2     | Red Bull Racing-Renault | Sebastian Vettel Mark Webber    | 101    |
| 2       | 3 4     | McLaren-Mercedes        | Jenson Button Lewis Hamilton    | 92     |
| 3       | 9 10    | Lotus-Renault           | Kimi Räikkönen Romain Grosjean  | 57     |
| 4       | 5 6     | Ferrari                 | Fernando Alonso Felipe Massa    | 45     |
| 5       | 7 8     | Mercedes                | Michael Schumacher Nico Rosberg | 37     |

## Noot
- Dit was de tiende snelste ronde voor Sebastian Vettel.
- Eerste ronde als raceleider voor Paul di Resta en voor Romain Grosjean.
- Eerste podiumplaats voor Romain Grosjean.

2004 · 2005 · 2006 · 2007 · 2008 · 2009 · 2010 · 2012 · 2013 · 2014 · 2015 · 2016 · 2017 · 2018 · 2019 · 2020 · 2021 · 2022 · 2023 · 2024 · 2025 · 2026 · 2027 · 2028 · 2029 · 2029 · 2030 · 2031 · 2032 · 2033 · 2034 · 2035 · 2036